# Pravoslavná svatba

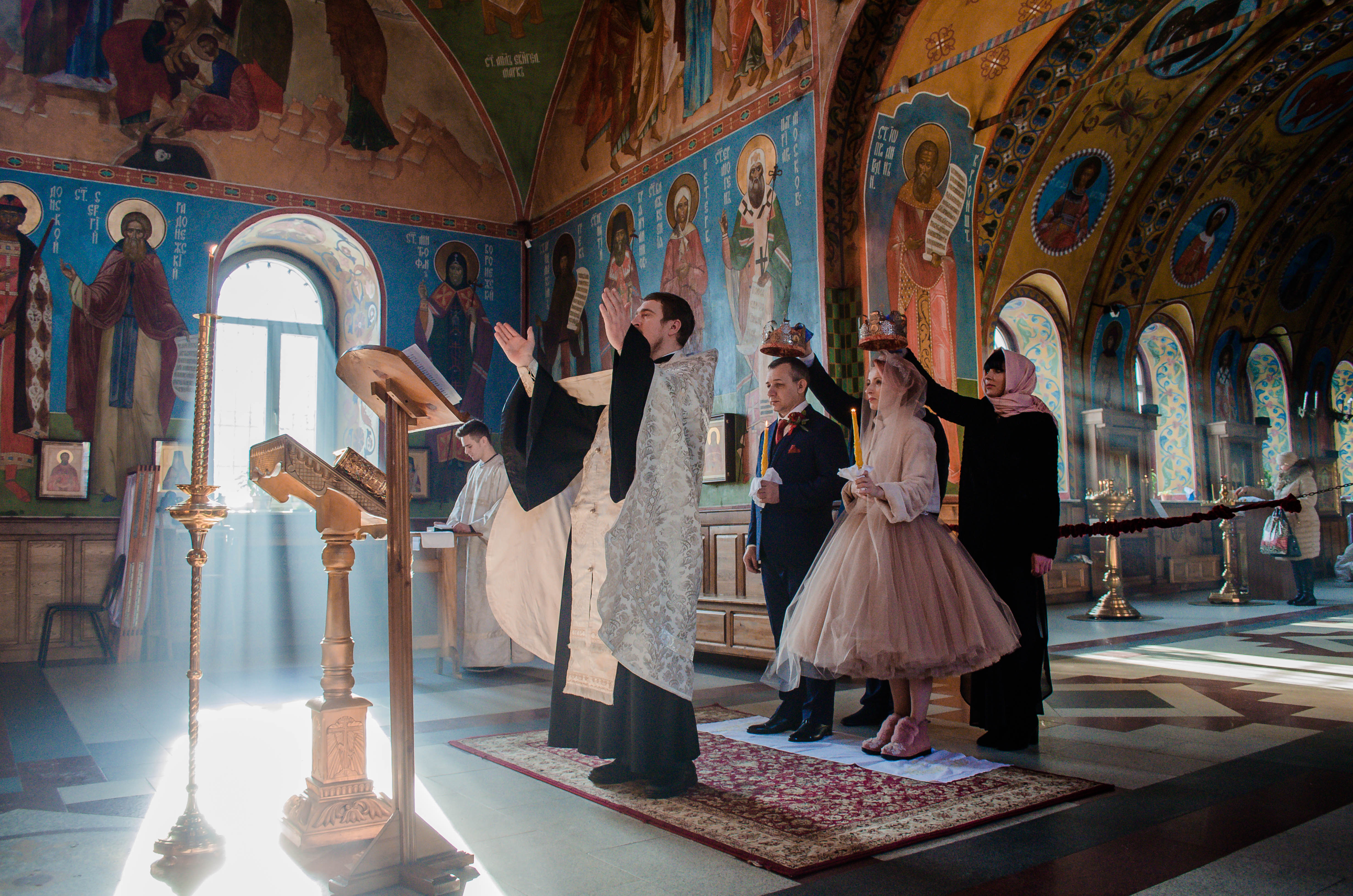
Svatba v ruském pravoslavném chrámu Zesnutí Přesvaté Bohorodice ve Voroněži, 2019

Pravoslavná svatba je sňatek mezi mužem a ženou pravoslavného vyznání.

## Význam svatby
Svátost nebo přesněji Svatá tajina manželství nespojuje pouze muže a ženu. Je to spíše svědectví církve o spojení, které Bůh započal tvořit v jejich životech. Svazek je denně podrobován pokušení, hříchu, bolesti a smrti. Ale skrze Svatou tajinu svazek zároveň vstupuje do nové reality, Království Božího. Manželství v Kristu je obnoveno ve své prvotní dokonalosti a svatosti, tento svazek je připraven pro možnost, pro kterou Bůh zamýšlel pro sňatek od počátku: věčný život v radosti ze svazku s Ním. Je tedy nutné, aby pravoslavnou víru vyznávali oba snoubenci.
Svatba je tudíž více než jen smlouva. Není zde výměna slibu, neboť oba z dvojice se jeden druhému svobodně a rovnoprávně zavázali k souhlasu a přijetí Boží přítomnost ve svém svazku. Neužívá se zde fráze „dokud nás smrt nerozdělí“. Je-li sňatek uzavřen v chrámu, náleží do Božího Království, a smrt jako rozloučení nad ním nemá moc, neboť Kristus svým křížem a zmrtvýchvstáním překonal smrt, proto je svazek muže a ženy v Kristu věčný.

### Možnost druhého sňatku
V pravoslaví se v rámci oikonomie (pastoračního přístupu, jímž se řeší mimořádné a nestandardní situace) připouští možnost druhého církevního sňatku v případě, že první manželství skončilo rozvodem. Podmínkou je předem daný souhlas místně příslušného biskupa. V případě, že se jedná o sňatek rozvedené osoby s osobou dosud svobodnou, lze s biskupským souhlasem vykonat plný svatební obřad podle všech tradičních liturgických zvyklostí. V případě, že se jedná o sňatek dvou již dříve rozvedených, koná se svatba zjednodušeným obřadem, který má kající charakter. Obdobné podmínky se připouštějí ještě v případě eventuálního třetího sňatku. Jakýkoliv další sňatek (čtvrtý a dále) je již chápán jako nepřípustný.

## Výměna prstenů
Pravoslavná Svátost manželství, podobně jako u byzantských katolíků, sestává ze dvou částí: výměny prstenů a poté korunovace (koruna může být nad hlavami snoubenců přidržována, nebo přímo položena, dle místních zvyklostí). Tato první část svatby je podobná civilnímu obřadu. Koná se ve vestibulu nebo ve vstupních prostorách kostela, který je v pravoslavné církvi přirovnáván k vnějšímu světu. Při této bohoslužbě se církev nejprve modlí za dvojici. Zde uznává a požehnává svazku, jenž započal „ve vnějším světě“ a nyní očekává své naplnění v budoucím světě. Poté, co duchovní společně požehná dvojici, prstýnky se nasadí na prsteník pravé ruky (ruka, kterou se tradičně přísahá anebo žehná a také ruka, kterou se skrze znamení kříže vyjadřuje přítomnost Boha). Prsteny jsou od nejstarších dob samozřejmě také symbolem zasnoubení, souznění, autority a opatrovnictví. Výměna prstenů vyjadřuje skutečnost, že se manželé mají stále doplňovat. Oba mají být svazkem obohaceni. Výměna prstenů představuje přísahu, že oba budou sdílet a vyměňovat si tělesné i duchovní dobré i zlé, slib věčné lásky a oddanosti. Na konci obřadu obdrží novomanžel ikonu Krista a novomanželka ikonu Bohorodičky.

## Galerie

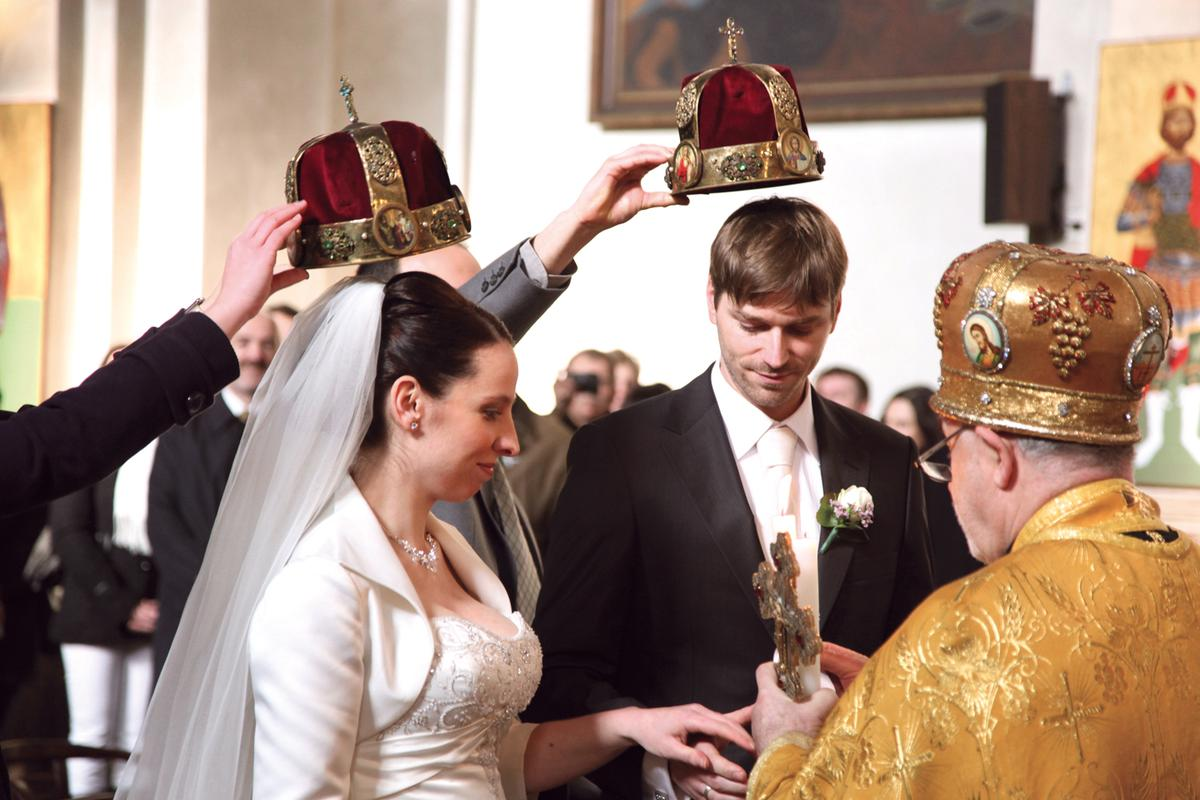
Korunovace - pravoslavný církevní sňatek v chrámu sv. Cyrila a Metoděje v Praze, 2011 (oddávající otec Šuvarský)
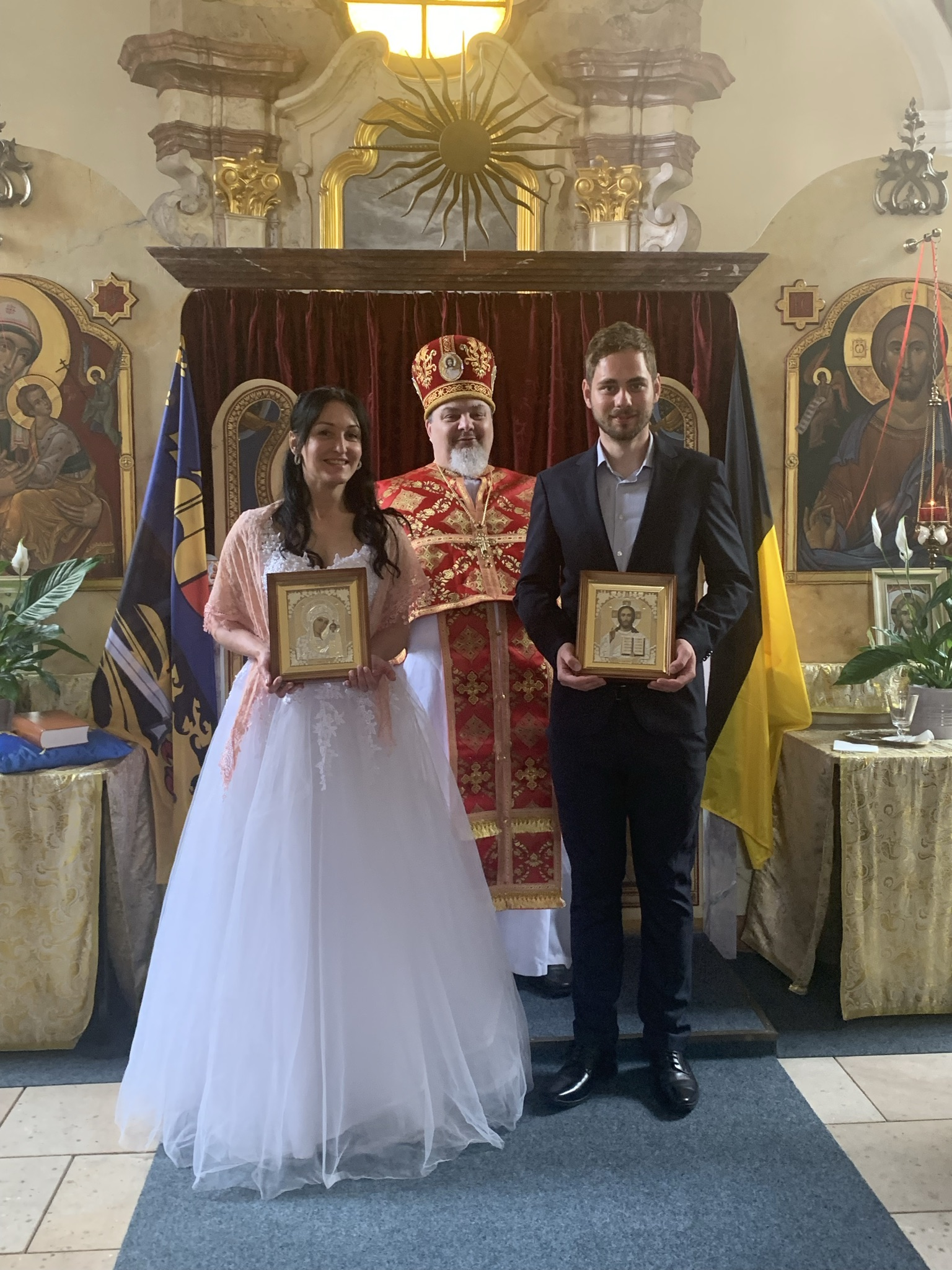
Přijetí ikon - pravoslavný církevní sňatek v chrámu sv. Josefa Snoubence v Roudnici nad Labem, 2021 (oddávající otec Šantin)
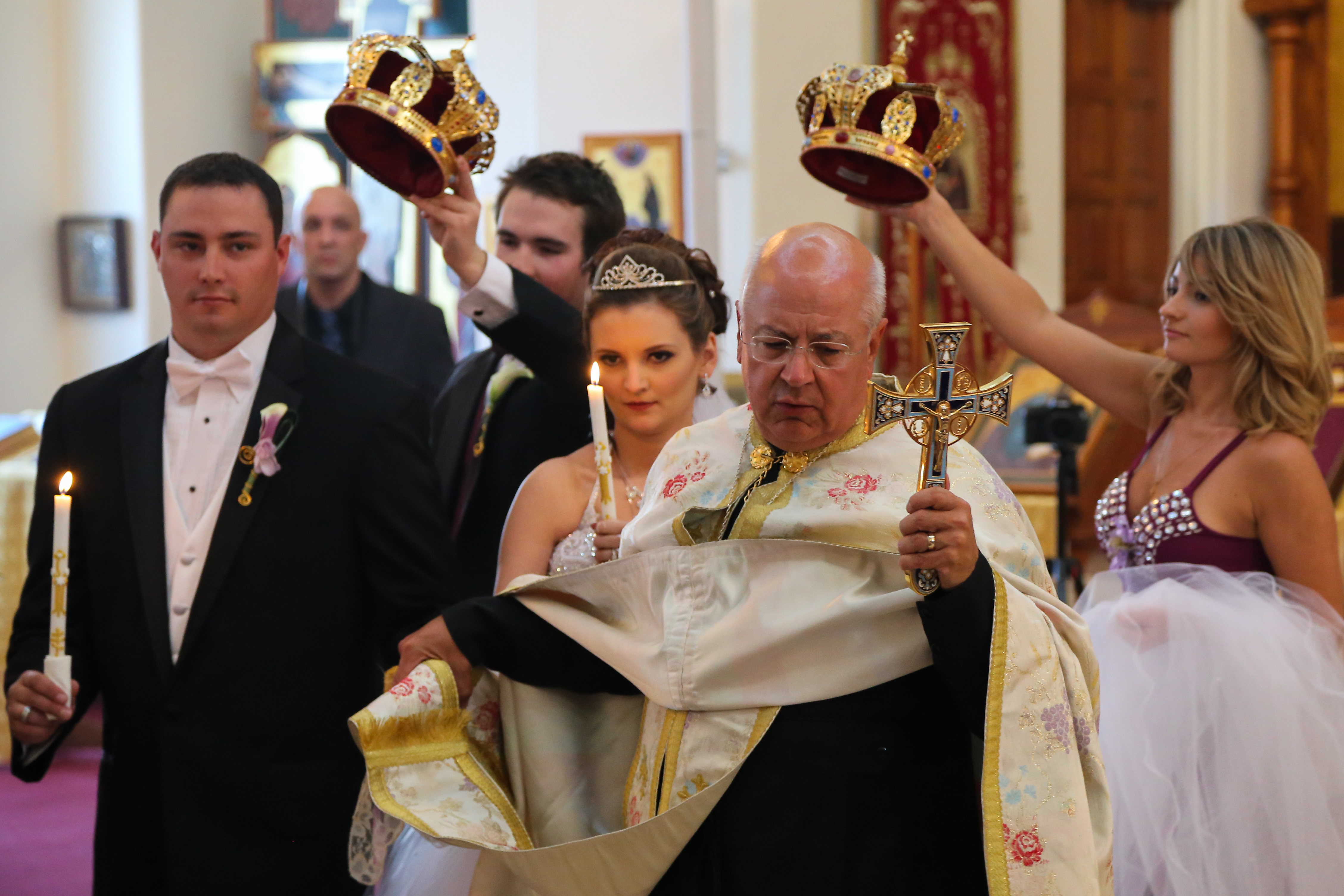
Kněz během svatebního obřadu vede nastávající manžele dokola kolem chrámu
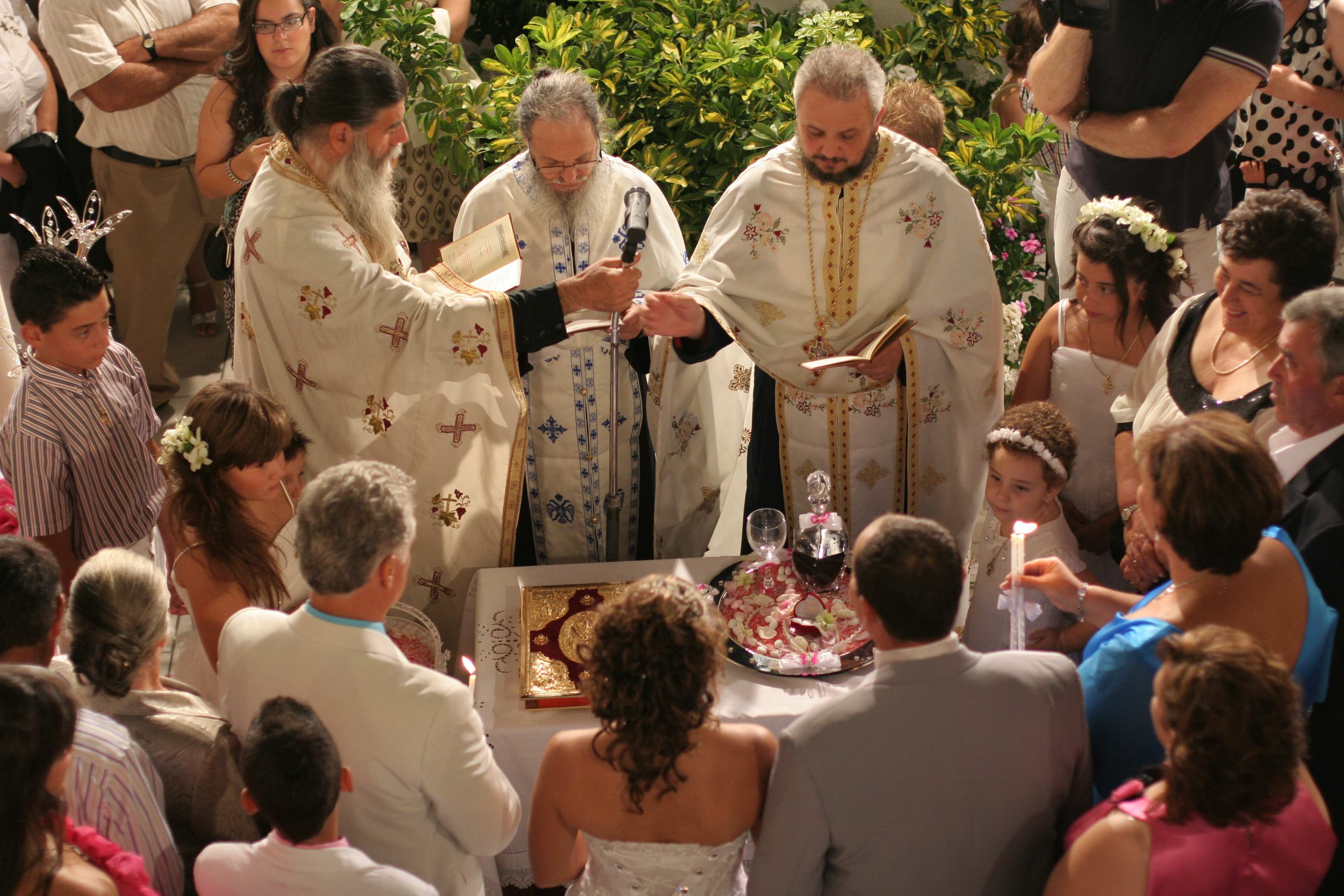
Řecká pravoslavná svatba, ostrov Naxos